# Léopold Buffin
Léopold Henri Louis Edmond baron Buffin (Doornik, 23 januari 1839 - Sint-Gillis, 16 februari 1915) was een Belgisch luitenant-generaal.

## Biografie
Léopold Buffin was een zoon van Ulysse Salomon Achille Buffin (1798-1877), gemeenteraadslid van Doornik, en Aglaé de Hults (1811-1880). Zijn vader was voorzitter van de Burgerlijke Godshuizen en de spaarkas, beide in Doornik. Hij was een kleinzoon van baron Désiré de Hults, burgemeester van Doornik. Bij diens overlijden in 1866 erfde hij zijn adellijke status en baronstitel. In 1871 werd deze titel uitgebreid tot al zijn afstammelingen.
Hij was luitenant-generaal en was militair gouverneur van de versterkingen in Luik en Namen. Hij was ook secretaris-generaal van het Afrikaanse en Congolese Rode Kruis.
Buffin trouwde in 1865 in Chercq met barones Victorine Lefebvre (1847-1927), kleindochter van Léopold Lefebvre, industrieel, gemeenteraadslid van Doornik, lid van de Provinciale Staten en provincieraad van Henegouwen en senator. Ze kregen vier kinderen. Zoon Victor was de enige met afstammelingen. Zijn kleinzoon, baron Léopold Buffin de Chosal, was kapitein-commandant van de cavalerie en Olympisch deelnemer.